# Les Imaginaires en géométrie
Les Imaginaires en géométrie (en russe : Мнимости в геометрии) est un livre du théologien orthodoxe russe, philosophe, mathématicien, géologue, poète, inventeur Paul Florensky. Le titre complet est Les Imaginaires en géométrie. Extension du domaine des images géométriques à deux dimensions (Essai d’une nouvelle concrétisation des imaginaires).

## Histoire
Le livre a été publié le 22 septembre 1922 à Moscou par les éditions Pomorié, tiré à 1 000 exemplaires. L’essentiel du texte a été écrit en 1902 quand Florensky étudiait les mathématiques à l’université de Moscou.  À l’occasion du 600e anniversaire de la mort de Dante le 14 septembre 1921, Florensky ajouta un dernier chapitre qui déplut fortement à la censure laquelle bloqua l’impression du livre. Le livre sera finalement imprimé après une lettre du 13 septembre 1922 de Florensky au département politique.
La maison Pomorié disparaîtra avec la fin de la Nouvelle politique économique. Une réimpression en russe du livre par cette maison d’édition est prévue en 2016.
La couverture est une gravure sur bois réalisée par Vladimir Andréévitch Favorsky (en).

## Résumé
Dans ce livre Florenksy donne une interprétation des imaginaires en utilisant des méthodes de géométrie analytique. À partir d’une analyse des propriétés de l’aire d’un triangle sous diverses transformations du plan, l’auteur introduit son interprétation que le monde des nombres réels et celui des nombres imaginaires sont séparés par le plan des nombres complexes. L’auteur illustre son interprétation par de nombreux exemples de systèmes physiques. Les nombres réels et les nombres imaginaires constituent deux perspectives différentes de la même réalité. La dualité entre nombres réels et imaginaires dépend de la perspective d’un observateur. 
Dans le dernier chapitre Florensky applique son analyse à la physique et donne une interprétation personnelle de la théorie de la relativité d’Einstein et de la cosmologie. Florensky défend un modèle cosmologique d’un univers fini aristotélicien ou ptolémaïque, qu’il voit pleinement réalisé dans la Divine Comédie de Dante. Il détermine que la géométrie de l’espace où s’inscrit le voyage de Dante dans la Divine Comédie est une bouteille de Klein. 
Dans un chapitre intitulé « Explication à la couverture du livre », l’auteur donne une analyse de la couverture du livre. La gravure réalisée en collaboration avec l’auteur fournit une illustration des différents plans des réalités (le monde des réels et le monde des imaginaires) selon la perspective de l’observateur.

## Réception du livre
Bien que cet ouvrage contienne de nombreuses considérations mathématiques et physiques, ce n’est pas un ouvrage de science proprement dit. L’argumentation principale a pour but de relier le monde réel et le monde spirituel grâce à la géométrie des nombres imaginaires, et argumenter que cette vision est compatible avec les théories physiques récentes.
Ce livre a influencé nombre d’auteurs soviétiques, par exemple Korneï Tchoukovski rapporte que Ievgueni Zamiatine lisait Les Imaginaires en géométrie et a repris dans son roman Nous autres certaines des thèses exposées par Florensky.
Selon sa veuve Elena Serguéievna, Mikhaïl Boulgakov possédait un exemplaire des Imaginaires en géométrie, dont il se serait inspiré pour certains passages de son roman La Garde blanche et qui lui servit de support scientifique pour la fin de son roman Le Maître et Marguerite.